# Janwillem van de Wetering

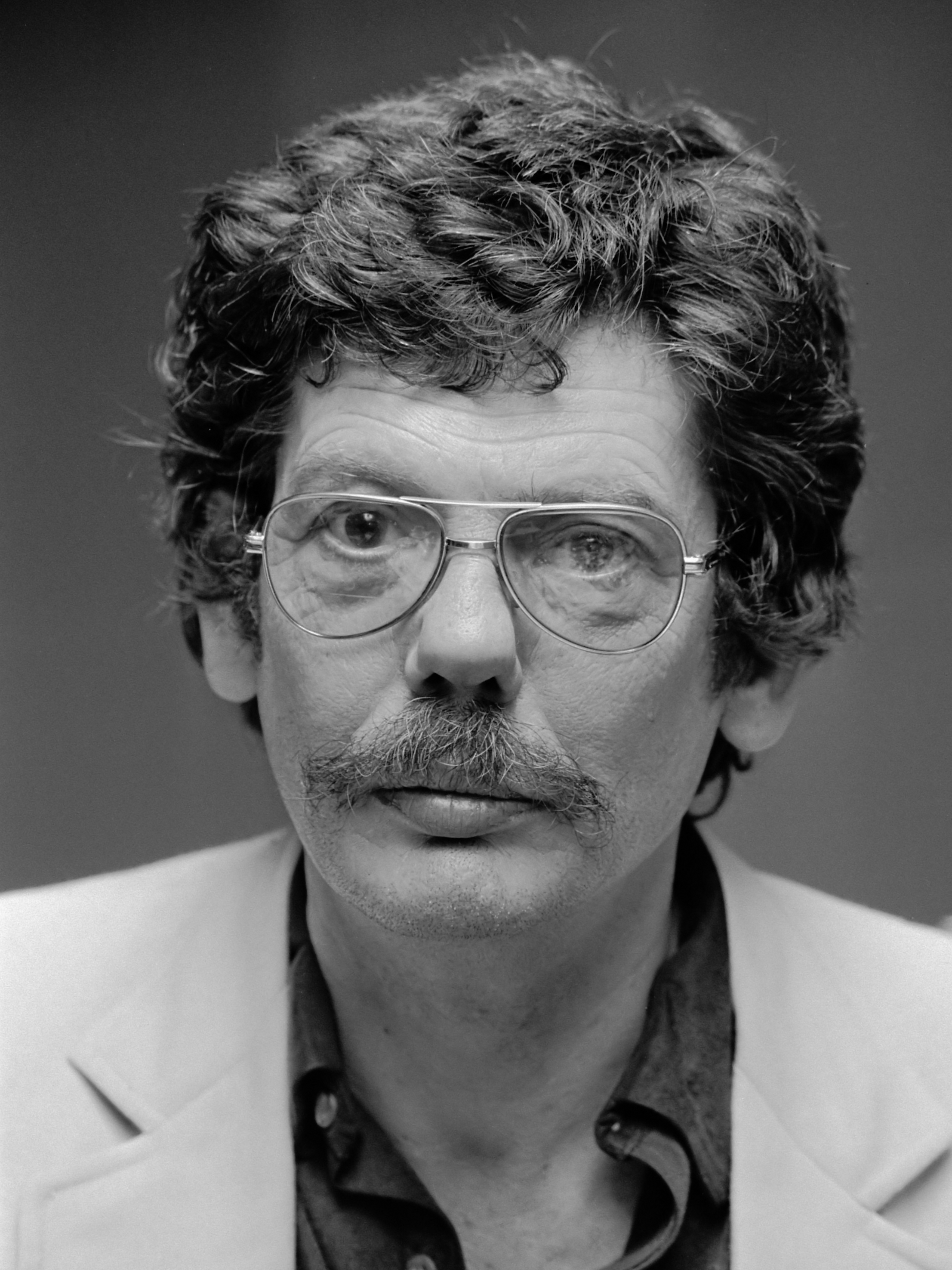
Janwillem van de Wetering 1982

Janwillem Lincoln van de Wetering (* 12. Februar 1931 in Rotterdam; † 4. Juli 2008 in Blue Hill, Maine, Vereinigte Staaten) war ein niederländischer Schriftsteller, der insbesondere durch seine Kriminalromane bekannt wurde.

## Leben
Nach Schule und kaufmännischer Ausbildung ging van de Wetering auf Vermittlung seines Vaters nach Kapstadt in Südafrika. Sechs wechselvolle Jahre folgten: Er verkehrte in Künstlerkreisen, führte eine kurze Ehe, hatte Kontakt mit Alkohol und anderen Drogen. Er verlor seinen Arbeitsplatz, dann hatte er Gelegenheitsjobs sowie psychische Probleme. Nach dem Tode seines Vaters machte van de Wetering eine Erbschaft.
Schließlich entfloh er 1957 den Turbulenzen nach London, wo er am University College London ein Philosophiestudium begann, bevor er sich ab Februar 1958 für achtzehn Monate in das Zen-Kloster Daitoku-ji im japanischen Kyōto zurückzog. Seine Suche nach der Erleuchtung im Buddhismus beschrieb er später in mehreren Büchern.
Van de Wetering arbeitete danach zunächst in der kolumbianischen Hauptstadt Bogota als Manager in einem Chemiebetrieb. Dort lernte er die siebzehnjährige Juanita kennen und heiratete sie. Im Jahr 1964 zogen sie, inzwischen mit Tochter, nach Peru und ein Jahr später nach Brisbane in Australien. Ab 1966 übernahm er in seiner Heimat die Textilfabrik des Onkels seiner Frau in der Innenstadt von Amsterdam. Da er sich bisher seiner Wehrpflicht entzogen hatte, gewährte man ihm zeitgleich nebenher als Streifenpolizist des „Freiwilligen Gemeindedienstes“ seinen Dienst abzuleisten. Er blieb neun Jahre in Amsterdam und während dieser Zeit sieben Jahre im Streifendienst, wo er bis zum Inspektor aufstieg.
Janwillem van de Wetering lebte ab 1975 in Surry im Hancock County (Maine) in den USA, deren Staatsbürgerschaft er neben der niederländischen besaß. Neben seiner Tätigkeit als Schriftsteller wurde van de Wetering auch als bildender Künstler, insbesondere als Bildhauer, bekannt.
Van de Wetering starb im Juli 2008 an Krebs; er hinterließ seine Frau und eine Tochter.

## Schriftsteller
Van de Weterings Erfahrungen in Japan und bei der Polizei in Amsterdam sowie seine Vorliebe für die Kriminalromane von Georges Simenon und Robert van Gulik flossen ab 1975 in seine Krimi-Serie um die Polizisten der Amsterdamer Mordkommission ein. Mehrere der Kriminalromane spielen teilweise außerhalb Amsterdams, etwa in Friesland, aber auch in Maine oder Tokio. Hauptfiguren sind der Commissaris, dessen Nachname nie genannt wird, Adjudant Henk Grijpstra und Brigadier Rinus de Gier. Grijpstra ist ein untersetzter, etwas phlegmatischer Polizist, der in den ersten Bänden eine unglückliche Ehe führt, während de Gier ein jugendlich wirkender, gut aussehender und athletischer Single ist. Der Commissaris ist klein von Statur, leidet an Rheuma und ist der spiritus rector der beiden Kollegen. Die Polizisten haben es oft mit starken, eigenwilligen Charakteren zu tun. Neben der eigentlichen Kriminalhandlung werden philosophische Fragen behandelt, häufig mit Bezug zum ostasiatischen Kulturraum und zu anderen außereuropäischen Kulturen. Grijpstra und de Gier improvisieren gelegentlich im Büro auf Schlagzeug und Flöte. Bei den letzten Fällen haben sie die Polizei verlassen und arbeiten als Privatdetektive, während der Commissaris pensioniert ist.
Für den Roman Massaker in Maine erhielt Janwillem van de Wetering 1984 den renommierten Grand prix de littérature policière.
Eine Besonderheit van de Weterings war, dass er seine Bücher zweimal schrieb, in Niederländisch und in Englisch, wobei teilweise größere Unterschiede zwischen beiden Versionen auftreten. Ein Kinderbuch schrieb er auch auf Deutsch.
Zu seinen weiteren Werken gehörten eine Kinderbuchserie um Stachel-Charlie sowie die Biografie seines Landsmanns Robert van Gulik, mit dem ihn sowohl das Krimi-Schreiben als auch die Erfahrungen mit asiatischen Kulturen verbanden. Außerdem wirkte van de Wetering als Übersetzer und war in den 1990er Jahren als Herausgeber japanischer Krimi-Anthologien tätig.

## Zitat
„Wenn du an das Ende des Universums kommst, wirst du sehen, daß alles mit Zeitungen verklebt ist.“

## Bibliografie

### Kriminalromane / Erzählungen / Kurzgeschichten
Die Amsterdam-Polizisten
- Outsider in Amsterdam (Het lijk in de Haarlemmer Houttuinen / Outsider in Amsterdam, 1975)
- Eine Tote gibt Auskunft (Buitelkruid / Tumbleweed, 1975)
- Der Tote am Deich (De gelaarsde kater / The Corpse on the Dike, 1976)
- Tod eines Straßenhändlers (De dood van een marktkoopman / Death of a Hawker, 1977)
- Ticket nach Tokio (Een dode uit het oosten / The Japanese Corpse, 1976)
- Der blonde Affe (De blonde baviaan / The Blond Baboon, 1978)
- Massaker in Maine (Het werkbezoek / The Maine Massacre, 1979)
- Der Commissaris fährt zur Kur (De straatvogel / The Streetbird, 1982)
- Ketchup, Karate und die Folgen (Moord zonder lijk, lijk zonder moord / The Mind-Murders, 1983)
  - Anmerkung: Der erste Teil erschien 1980 als boekenweekgeschenk unter dem Titel De verdachte Verheugt.
- Die Katze von Brigadier de Gier (De kat van brigadier de Gier en andere verhalen / The Sergeant’s Cat and Other Stories, 1983)
- Rattenfang (De ratelrat / The Rattle-Rat, 1984)
- Der Feind aus alten Tagen (De zaak ijsbreker / Hard Rain, 1985)
- De Gier im Zwielicht (Drijflijk / Just a Corpse at Twilight, 1993)
- Straßenkrieger (Een toevalstreffer / The Hollow-Eyed Angel, 1996)
- Ölpiraten (Een ventje van veertig / The Perfidious Parrot, 1997)

Weitere
- Das sichere Gefühl (Het veilige gevoel / Safe feeling, oder auch Seesaw Millions, 1982)
- Der Schmetterlingsjäger (De vlinderjager, 1984)
- Inspektor Saitos kleine Erleuchtung (Inspector Saito's small Satori, 1985)
- So etwas passiert doch nicht! (1989)
- Kuh fängt Hase (1991)
- Sonne, Sand und coole Killer (1993)
- Habgier (1999)
- Die entartete Seezunge (2002)
  - Neuauflage: Der Freund, der keiner war. Übersetzt von Klaus Schomburg (2008)

### Kinderbücher
- Stachel-Charlie. Originaltitel: Stekel Stavast en de rode hoed / Hugh Pine, 1980. Mit Bildern von Lynn Munsinger. Übersetzt von Inge M. Artl. Carlsen, Hamburg 1987, ISBN 3-551-55001-8.
- Stachel-Charlies Lieblingsplatz. Originaltitel: Stekel Stavast / Hugh Pine and the Good Place, 1981. Carlsen, Hamburg 1988, ISBN 3-551-55007-7.
- Stachel-Charlie löst ein Problem. Originaltitel: Stekel Charlie / Hugh Pine and Something Else, 1983. Mit Bildern von Lynn Munsinger. Übersetzt von Inge M. Artl. Carlsen, Hamburg 1990, ISBN 3-551-55039-5.
- Die kleine Eule und der Weg ins Leben. Originaltitel: De kleine uil und Little Owl, 1979. Mit Bildern von Jutta Bauer. Aus dem Englischen übersetzt von Michael Krüger. Hanser, München 1994, ISBN 3-446-17521-0.
- Stachel-Charlie und der gestrandete Hund. Originaltitel: Hugh Pine and the Works. Mit Bildern von Jutta Bauer. Übersetzt von Hans Ulrich Hirschfelder. Carlsen, Hamburg 2000, ISBN 3-446-19820-2.
- Eugen Eule und der Fall des verschwundenen Flohs. Originaltitel: Eugen Eule and the Case of the Missing Flea. Mit Bildern von Sabine Wilharm. Übersetzt von Mirjam Pressler. Hanser, München 2001, ISBN 978-3-446-19969-9.

### Zen-Buddhismus
- De lege spiegel. De Driehoek, Amsterdam 1972
  - Englische Ausgabe: The Empty Mirror. Routledge & Kegan Paul, London 1973
  - Deutsche Ausgabe: Der leere Spiegel – Erfahrungen in einem japanischen Zen-Kloster. Nach der englischen Ausgabe übersetzt von Herbert Graf. Kiepenheuer & Witsch, Köln 1977, ISBN  978-3-462-01232-3.
- Ein Blick ins Nichts – Erfahrungen in einer amerikanischen Zen-Gemeinde. (Het dagende niets / A Glimpse of Nothingness, 1973)
- Reine Leere – Erfahrungen eines respektlosen Zen-Schülers, (Zuivere leegte / Afterzen, 1999); Rowohlt Taschenbuch, 2001
- Das Kōan und andere Zen-Geschichten. Rowohlt, Reinbek bei Hamburg 1996, ISBN 3-499-60270-9.

### Herausgeberschaft
- Distant Danger. Wynwood Press, New York 1988.
- Deutsche Ausgabe: Ferne Gefahren. Goldmann Verlag, München 1991, ISBN 3-442-05127-4.

### Biographien
- Op zoek naar het ongerijmde. (1980). Autobiografie
- Robert van Gulik – Ein Leben mit Richter Di. (Robert van Gulik – zijn leven, zijn werk, 1989); dt. 1990

## Hörspiele
Der Großteil seiner Kriminalgeschichten um die Amsterdam-Polizisten wurden zwischen 1983 und 1990 vom Südwestfunk als Hörspiele produziert. Bearbeitung: Peter Michel Ladiges. Regie: Peter Michel Ladiges, Johannes Hertel. Darsteller: Hans Peter Hallwachs (Erzähler), Wolfgang Büttner (Commissaris), Gustl Halenke (seine Frau), Charles Wirths (Grijpstra), Matthias Ponnier (de Gier), Andreas Mannkopff (Cardozo), Edgar Hoppe (Ketchup), Michael Thomas (Karate).